# Acalolepta aureofusca
Acalolepta aureofusca är en skalbaggsart som först beskrevs av Aurivillius 1917.  Acalolepta aureofusca ingår i släktet Acalolepta och familjen långhorningar. Inga underarter finns listade i Catalogue of Life.